# Газонокосилка

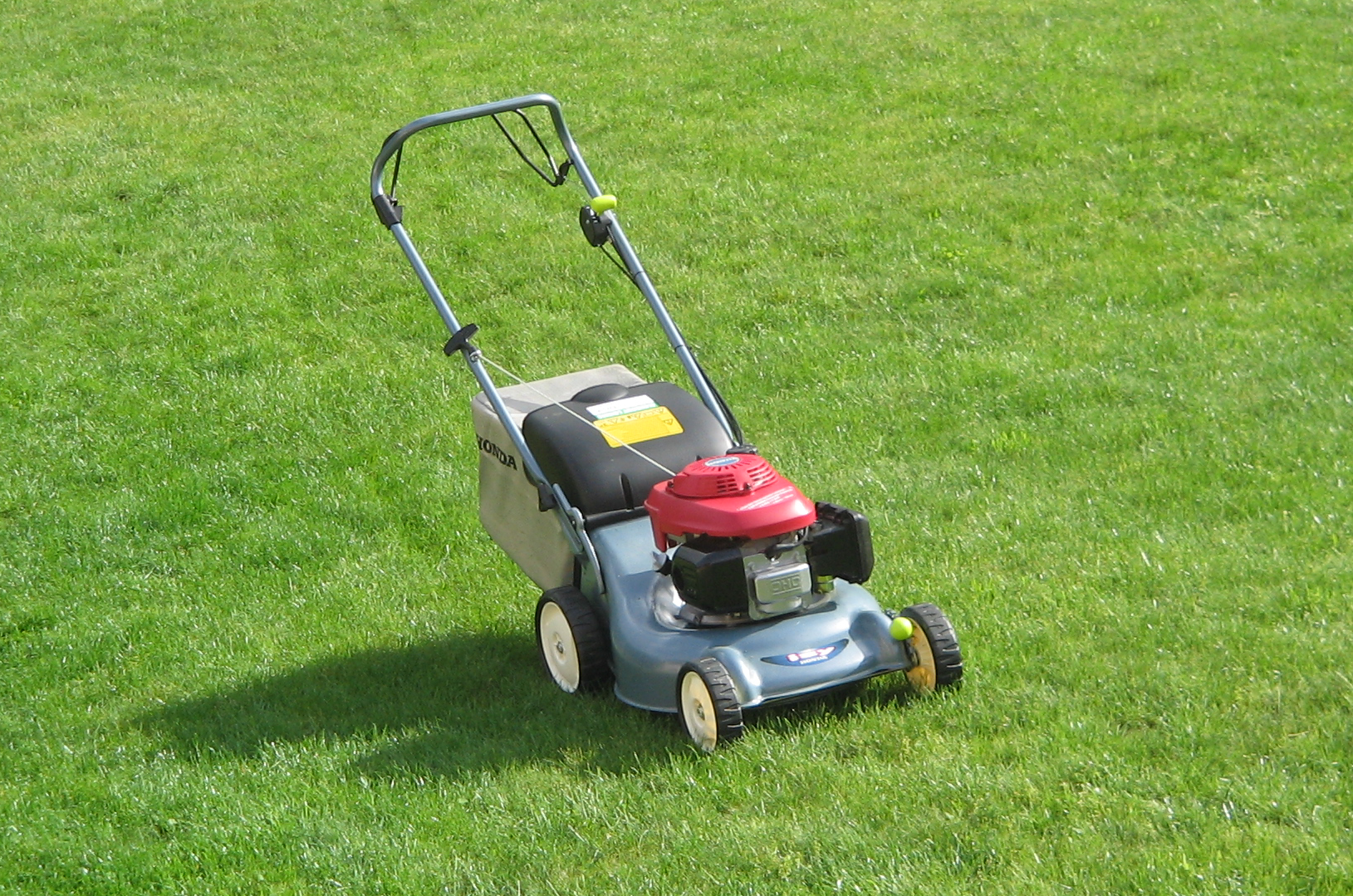
Бензиновая газонокосилка

Газонокоси́лка — машина для скашивания травы на газонах. Газонокосилки бывают либо электрическими (в том числе и аккумуляторными), либо работающими на бензине.

## Описание
Конструкция газонокосилки может быть весьма разнообразной и зависит от многих факторов, таких как разновидность режущего элемента и тип двигателя. Большинство газонокосилок управляются человеком сзади путём толкания (несамоходные) или с помощью направления в нужную сторону (самоходные, уже имеющие относительно простую трансмиссию, в виде понижающего редуктора и конической зубчатой передачи, передающих момент с двигателя на ведущую ось, коробка передач в таком случае не требуется, и трансмиссия устроена гораздо проще чем у автомобиля или трактора). Существуют модели, управление которыми совершается при помощи рулевого управления (райдеры, это уже более сложные машины, имеющие больше общего с колëсными тракторами, в том числе и трансмиссию с полноценной коробкой передач) и роботизированные газонокосилки, работающие на отведённых участках, подобно роботам-пылесосам.
Каждый тип газонокосилок предназначен для конкретных задач. Маленькие несамоходные модели используются для работы на небольших участках, большие косилки самоходного типа лучше подходят для работы со средним по величине участком, газонокосилки-райдеры с рулевым механизмом предназначены для работы на больших по площади газонах. Газонокосилки-роботы, подобные роботам-пылесосам по алгоритму работы, подходят для работы на приусадебных участках и дворах коттеджей, и не требуют вмешательства человека для своей работы, кроме удаления скошенной травы из контейнера после завершения процесса и очистки лезвий. Перед началом использования газонокосилки-робота требуется пометить с помощью специального провода, соединяемого с базовой станцией, границы самого участка (в том числе периметры зданий, и забора) и искусственных водоемов на обрабатываемом участке (пруды, фонтаны), чтобы робот не затонул в них и не вышел за пределы участка. Другой провод, также соединяемый с базовой станцией, нужен чтобы отметить прямую трассу, по которой робот будет возвращаться к базовой станции после завершения процесса. Также, роботизированная газонокосилка при попытках кражи (подъём с земли и изменение ориентации в пространстве, которые регистрируются контактными датчиками, механически связанными с подвесками колёс и МЭМС-гироскопом) издаёт очень громкий звук сирены («противоугонная сигнализация»).

## Типы газонокосилок

### Цилиндрические газонокосилки
Газонокосилки с этим типом режущей поверхности обеспечивают наиболее качественное скашивание травы. Благодаря закреплённым на горизонтальном валу ножам, стрижка осуществляется, как если бы трава стриглась ножницами. Это обеспечивает аккуратный срез, за счёт чего трава быстро восстанавливается после покоса, практически не теряя своих декоративных свойств. Качество стрижки цилиндрической газонокосилки зависит от количества ножей на валу. Их число в зависимости от модели колеблется от пяти до десяти. Цилиндрические газонокосилки имеют механическую (режет за счёт движения её человеком), электрическую и бензиновую модификации.

### Роторные газонокосилки
Это наиболее популярный тип газонокосилок. Большинство роторных газонокосилок оснащено двух- или четырёхтактным двигателем внутреннего сгорания, как правило, одноцилиндровым и работающим на бензине или другом жидком топливе. Диапазон мощности роторных газонокосилок составляет 2-7 л. с. (1,5-5 кВт). Запуск двигателя может быть ручным или электрическим. Газонокосилка ручного запуска заводится при помощи пускового троса, а модели с электрическим запуском пускаются простым нажатием на кнопку, не требуя никаких физических усилий от оператора.

### Газонокосилки на воздушной подушке
Самой экзотической разновидностью газонокосилок для российского потребителя являются газонокосилки на воздушной подушке. Но, несмотря на свою невысокую популярность в нашей стране, эти газонокосилки являются одними из самых простых в обращении.
У данного вида газонокосилок отсутствуют колеса, на ней невозможно установить высоту кошения. Движение этих газонокосилок осуществляется за счёт воздушного потока, создаваемого двигателем и ножом. Принцип и качество стрижки газонокосилок на воздушной подушке имеет сходство с роторными газонокосилками. Этот тип газонокосилок чрезвычайно удобен на участках с множеством склонов, холмов и наличием других неровностей рельефа. Единственным недостатком таких газонокосилок является то, что состриженная трава разлетается по сторонам, что усложняет ухода за газоном.

### Райдеры

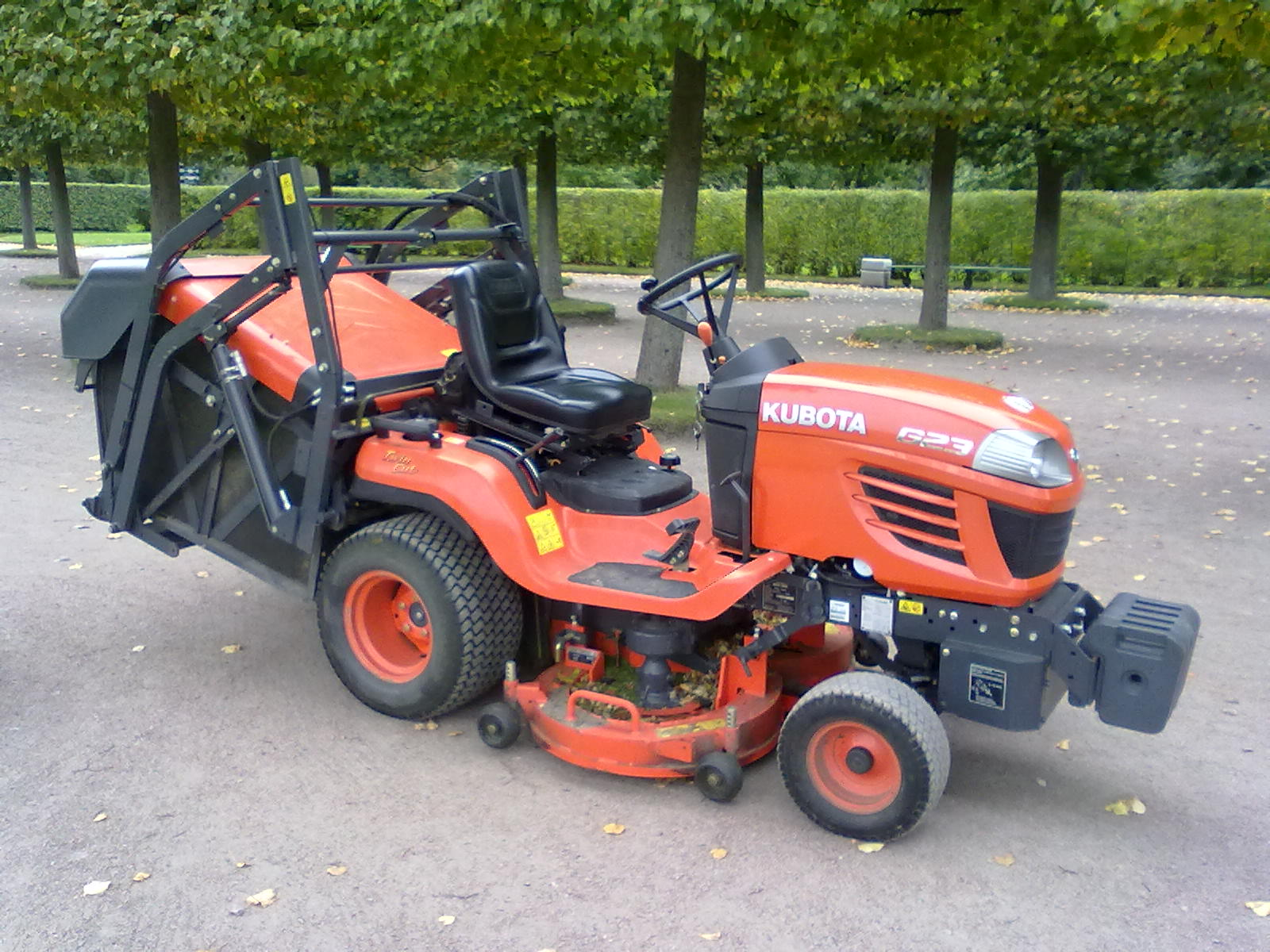
Райдер

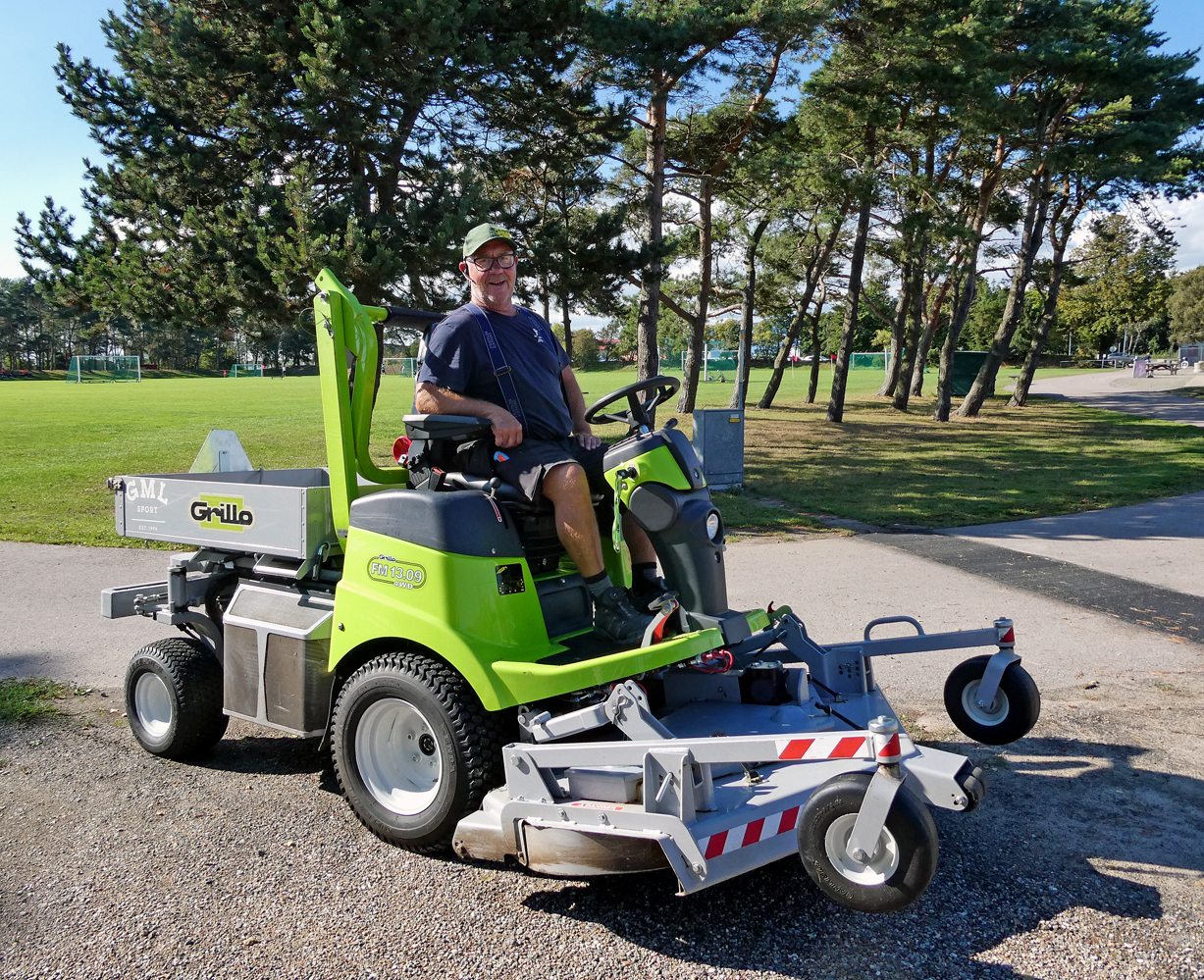
Райдер.

Популярной альтернативой роторным газонокосилкам является отдельный класс косилок — райдеры. Конструктивно эти газонокосилки имеют сходство с трактором и имеют рулевое управление, благодаря чему работа с ними не имеет аналогов по удобству. Райдер работает на бензине и предназначен для работы с очень большими территориями.
Деки райдеров чаще всего изготавливаются из стали. Облегчённая сталь используется при производстве менее дорогостоящих моделей, деки из тяжелой стали обеспечивают косилке повышенную износостойкость, что напрямую отражается на стоимости косилки. Также деки изготавливаются из алюминия, который не подвержен коррозии, да и весит намного меньше по сравнению со сталью. Но самым оптимальным, как с точки зрения износостойкости, так и с точки зрения веса, является ударопрочный пластик.

### Роботы-косилки

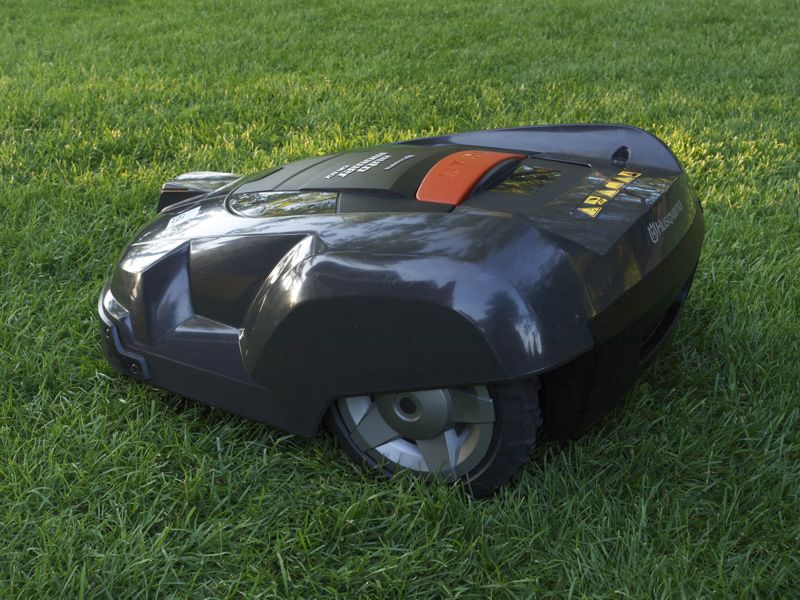
Робот-косилка

Роботы-косилки представляют собой вторую по величине категорию домашних роботов, используемых на конец 2005 года. Стандартная косилка-робот требует установки провода для определения границ окашиваемого участка и для определения границ таких опасных для робота объектов, как пруды или иные водоëмы. Робот определяет провод как границу территории, предназначенной для окашивания, а также для определения места подзарядки. Роботы-косилки — это высокотехнологичные машины, которые самостоятельно находят место зарядки, когда необходимо перезарядить батарею, имеют сенсоры дождя и обеспечивают высокотехнологичную работу по стрижке травы, освобождая тем самым человека от утомительной работы.

### Электрические газонокосилки
Этот тип газонокосилок использует электроэнергию для работы. Такие косилки, как правило, имеют невысокую мощность и предназначены прежде всего для небольшого газона. Работа с электрической газонокосилкой имеет только одно неудобство — кабель, который может мешать при стрижке травы и который можно невольно перерезать ножом, что грозит электротравмой. Особенно это актуально, если участок не представляет собой ровную лужайку без цветов, деревьев и кустарников, ведь любые препятствия весьма проблематично огибать, постоянно поправляя шнур, чтобы не повредить им остальные насаждения. При работе с электрическими косилками существует вероятность поражения электричеством. Чтобы исключить подобный риск, нельзя работать в сырую погоду и в случае, если трава мокрая. Среди положительных качеств электрических косилок является высокая экологичность, которая обеспечивается только этим видом косилок. Ещё одним плюсом электрических двигателей является тихая работа.

### Аккумуляторные газонокосилки
Представлены в небольшом количестве, их выпускают лишь немногие фирмы. Оснащены электродвигателем, который получает энергию от съемной батареи. Используется свинцовый или литий-ионный источник питания, напряжение питания 24, 36 или 48В. Зарядное устройство входит в комплект поставки. Они отличаются простотой в уходе и использовании. По области применения они соответствуют электрическим газонокосилкам, при этом обладают такой же независимостью, что и бензиновые, маневренны и мобильны, так как отсутствует электрический кабель. Поэтому они прекрасно подходят для скашивания травы на маленьком участке, где имеются многочисленные препятствия: деревья, кустарники, постройки, садовую мебель. Аккумуляторной газонокосилке не составит никакого труда их обогнуть.

### Бензиновые газонокосилки
Газонокосилки бензиновые являются самым распространённым типом косилок. Двигатель внутреннего сгорания обеспечивает газонокосилку высокой мощностью, что позволяет использовать их на больших территориях, в то же время газонокосилка оснащается двухтактным карбюраторным бензиновым двигателем с воздушным охлаждением (используется маховик-вентилятор, конструктивно совмещённый с ротором магнето) и электронным зажиганием, благодаря чему двигатель прост в обращении, для заправки газонокосилки топливом нужно смешать бензин с маслом 2Т. Основным преимуществом бензиновых газонокосилок является высокая мобильность, другими словами, при работе с такой косилкой нет никаких ограничений в виде кабеля, ограничивающего свободу перемещения косилки. Недостатками бензиновых газонокосилок являются высокий вес, шум при работе и низкая экологичность, поскольку двигатель двухтактный, и топливо смешано с маслом. Бывают несамоходными и самоходными. Первые при работе необходимо постоянно толкать, что может быть неудобно при значительном весе устройства. Вторые имеют устройство отбора мощности и механическую трансмиссию (иногда даже простую коробку передач), приводящую в движение как правило заднюю ось. Как только двигатель заводится, газонокосилка сама начинает ехать вперёд, а оператору только остаётся направлять её движение.
Сегментные газонокосилки
Газонокосилки имеют бензиновый двигатель, работает газонокосилка по принципу машинки для стрижки волос.

## Технические характеристики
Одними из наиболее важных критериев, напрямую влияющих на производительность газонокосилок, являются технические характеристики. Исходя из их величин, осуществляется выбор необходимой модели, оценивается технический потенциал машины.
- Мощность двигателя. Электрический или бензиновый он измеряется в киловаттах и лошадиных силах. От величины мощности зависит производительность, то есть, чем мощнее двигатель газонокосилки, тем с более высокой эффективностью она будет работать.
- Ширина скашивания. Эта величина напрямую зависит от деки косилки, которая её и определяет. От ширины скашивания зависит количество проходов, необходимых для осуществления стрижки газона. Чем выше этот показатель, тем быстрее газонокосилка справится с работой.
- Травосборник. Если газонокосилка имеет травосборник, то вся скошенная в процессе покоса трава будет складываться там. По мере заполнения он снимается с косилки и опорожняется. Травосборники изготавливаются из пластика и из ткани. Как показывает практика, травосборники из пластика более практичны.
- Функция мульчирования. Согласно распространённому мнению, измельчённая трава, равномерно распылённая по газону благотворно влияет на его декоративные качества, выполняя роль подкормки. Те, кто разделяют подобные методы ухода за газоном, используют газонокосилки, имеющие функцию мульчирования. Процесс мульчирования происходит следующим образом: скошенная трава повторно подается на вращающиеся ножи, а потом в виде «травяной пыли» равномерно разбрасывается по газону.
- Аэрация. Со временем слой почвы, на котором растет газонная трава, покрывается свето- и воздухонепроницаемой плёнкой. Это является причиной того, что трава становится менее жизнеспособной и утрачивает свои декоративные качества. Если газонокосилка оснащена функцией аэрации, то тогда вы можете повысить качество вашей почвы. Аэратор создаёт проколы в почве специальными металлическими штырями, тем самым нарушая непроницаемый слой, открывая доступ для поступления влаги, света и воздуха.
- Исполнение. Классическая газонокосилка имеет травосборник на задней части. Некоторые модели косилок также имеют функцию бокового выброса. Он представляет собой шлюз с правой стороны деки, через который потоком воздуха, создаваемым ножом, выбрасывается скошенная трава. Благодаря этому косить можно практически непрерывно, но приходится убирать скошенную траву. При работе с такой косилкой, травосборник снимается, а на отверстие шлюза, надевается защитный кожух, направляющий скошенную траву. Также существуют газонокосилки только с боковым выбросом.

## Воздействие на окружающую среду
Исследования, проведённые в 2001 году показали, что работающая бензиновая газонокосилка (бензокосилка) выделяет за один час то же самое количество загрязнений (все те же выбросы, кроме углекислого газа), как и автомобиль модели 1992 года, проехавший один километр. По другим оценкам, количество загрязнений от бензиновой газонокосилки (бензокосилки) в четыре раза больше, чем от автомобиля за час. Главной причиной этого является отсутствие специального оснащения, помогающего контролировать количество выхлопа; на автомобилях устанавливаются каталитические нейтрализаторы отработавших газов, система впрыска топлива и другие системы контроля над объёмом выделяемых выбросов. А на современных бензокосилках есть только шумоподавитель и карбюратор.
Газонокосилки также являются причиной шумового загрязнения, что может стать причиной ухудшения слуха, если работать с газонокосилкой без специальной экипировки.